# Sejmiki ziemskie w Kole

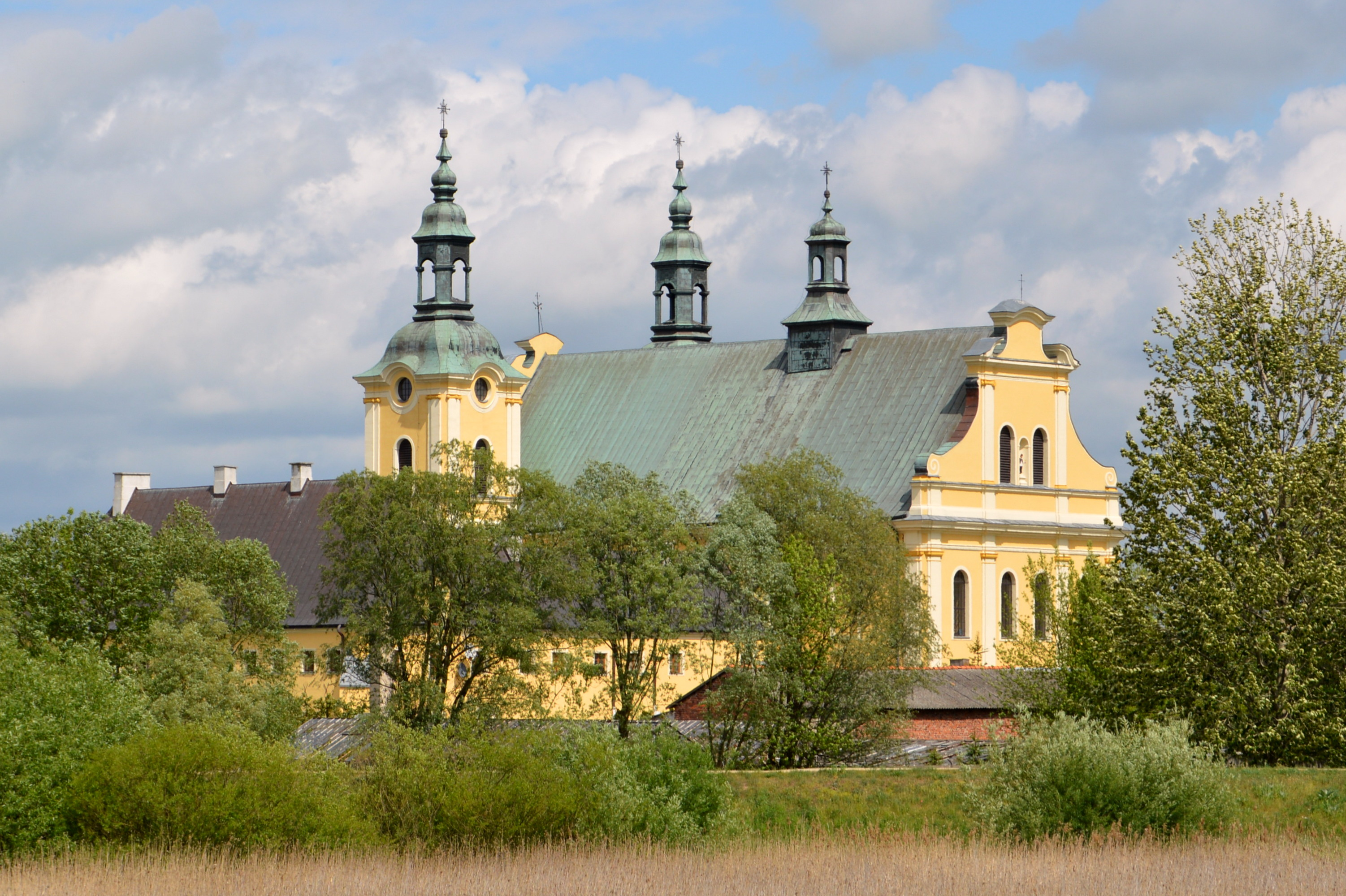
Kościół i klasztor bernardynów - miejsce spotkań szlachty wielkopolskiej

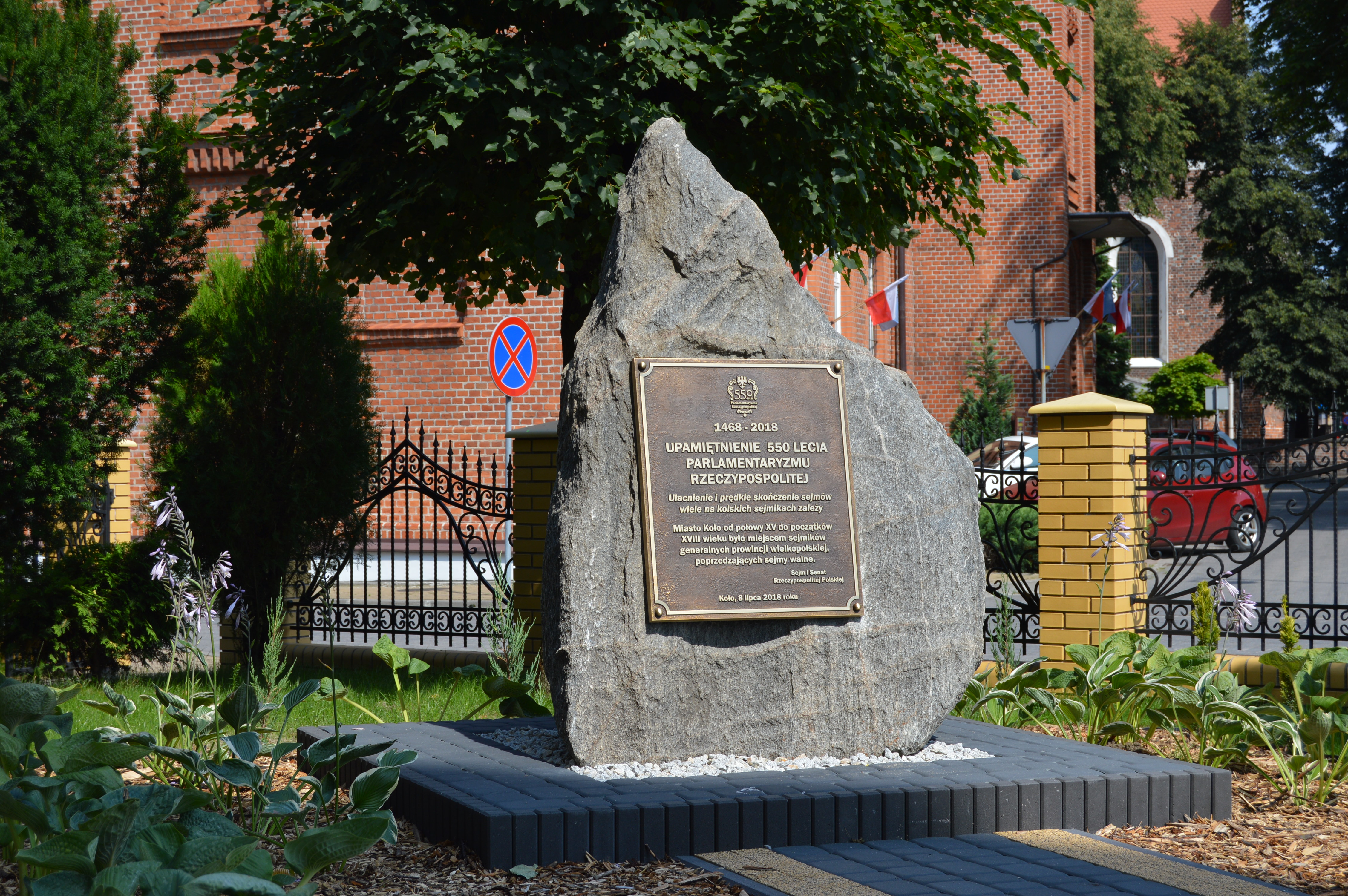
Tablica upamiętniająca 550-lecie polskiego parlamentaryzmu przed kościołem Nawiedzenia NMP w Kole

Sejmiki ziemskie – zjazdy szlachty wielkopolskiej, które odbywały się w Kole od początku XV wieku aż do 1716 r. Zgodnie z pisemnym przekazem miały miejsce w refektarzu klasztoru bernardynów, a gdy przybierały większe rozmiary, przenoszone je na nadwarciańskie błonia.

## Historia
Sejmiki odbywały się stosunkowo rzadko, zazwyczaj w refektarzu klasztornym bernardynów, jednak gdy przybierały większe rozmiary zjazdów wielkopolskich zajmowały także pobliskie błonia. Zjeżdżała się na nie szlachta z ówczesnych województw prowincji wielkopolskiej.
Do tej pory nie znamy dat wszystkich zjazdów. Są informacje dotyczące kilku, lecz bez konkretnych dat: 1411, 1429, 1430. Na sejmikach podejmowano głównie decyzje przeciwko Krzyżakom jako najbliższym wrogom. Na sejmiku z 1433 r., za czasów Władysława Jagiełły, podjęto uchwały dotyczące wypraw przeciwko Zakonowi. Kilka innych sejmików kolskich odbywanych aż do początku XVI wieku, związane były z wojną pruską.
Od czasu ustawy Nihil novi z 1505 r. skończył się okres rządów sejmikowych. Sejmy prowincjonalne zamieniły się w sejmy walne. Znikały statuty kolskie i ustała dwudzielność ustawodawcza. Następne zjazdy kolskie dotyczyły uchwalenia środków na pokrycie wydatków które były związane z dążeniami dynastycznymi Jagiellonów na Węgrzech i w Czechach. Król zwoływał sejmiki generalne w Kole w celu ustalenia reformy skarbu oraz ustalenia sposobu obrony kresów, ale nie dały one pozytywnych wyników. Jednakże w roku 1533 na sejmie prowincjonalnym w Kole przy użyciu wpływów senatorów król uzyskał aprobatę na przeprowadzenie uchwał podatkowych na cele wojenne. Sejmiki odbywały się coraz rzadziej. Następnie słyszymy o nich dopiero w XVIII wieku. W dobie wojny północnej jeszcze raz odbył się sejmik szlachty wielkopolskiej w 1716 r. Wówczas szlachta wystąpiła przeciwko niszczącej i rabunkowej działalności wojsk saskich. Był to ostatni zjazd szlachty w Kole, który zakończył przeszło trzywieczne tradycje symbolizujące jedność prowincji wielkopolskiej.
8 lipca 2018 r. w kościele Nawiedzenia NMP w Kole odbyły się uroczystości państwowe upamiętniające 550-lecie polskiego parlamentaryzmu. Sprawowana była Msza św. z udziałem biskupów włocławskich Wiesława Meringa i Stanisława Gębickiego, a przed kościołem marszałek Sejmu Marek Kuchciński odsłonił pamiątkową tablicę.
Tradycję kolskich sejmików upamiętnia niewielka ulica Sejmikowa, położona na terenie osiedla Stare Miasto.